# Evgueni Chtembouliak
Evgueni Chtembouliak (en ukrainien : Штембуляк Євген, en anglais : Evgeny Shtembuliak) est un joueur d'échecs ukrainien né le 12 mars 1999 à Odessa, champion du monde junior en 2019.
Au 1er octobre 2019, il est le 25e joueur ukrainien avec un classement Elo de 2 577 points.

## Biographie et carrière
Chtembouliak fut vice-champion d'Europe des moins de dix ans en 2009 et vice-champion d'Europe des moins de douze ans en 2010. Il remporta une médaille d'or individuelle à l'olympiade des moins de seize ans (championnat du monde par équipes) à Győr en 2014.
Il finit 1er-4e du mémorial Carlos Torre à Mérida (Mexique) en 2018 (victoire de  Carlos Daniel Albornoz Cabrera au départage).
En 2019, il obtint le titre de grand maître international et remporta :
- le tournoi de normes de Saint-Louis (Missouri) en mai 2019 devant Denes Boros[4] ;
- le Southwest Open au Texas en août-septembre 2019 avec sept points sur neuf devant Jeffery Xiong et Kamil Dragun[5] ;
- le Championnat du monde d'échecs junior 2019 avec neuf points sur onze[6] ;
- le Championnat d'Ukraine 2019 avec sept points sur neuf[7].